# Asialoglycoprotéine
Les asialoglycoprotéines ou glycoprotéines désialylées sont des glycoprotéines dont l'acide sialique terminal a été clivé par des sialidases. En conséquence, l'exposition directe du résidu galactose suivant entraîne l'élimination rapide de ces glycoprotéines de la circulation sanguine à travers les récepteurs hépatiques des asialoglycoprotéines qui se trouvent sur la membrane plasmique des cellules de Kupffer. Elles pénètrent alors dans la cellule où elles sont dégradées par les lysosomes.
Lorsque le foie fonctionne mal, par exemple en cas d'hépatite ou de cirrhose, on retrouve de grande quantité d'asialoglycoprotéines dans le sérum des patients.